# Mirko Vučinić
Mirko Vučinić (* 1. Oktober 1983 in Nikšić, SFR Jugoslawien) ist ein ehemaliger montenegrinischer Fußballspieler.

## Karriere

### Verein

#### US Lecce
Vučinić wechselte zur Saison 2001/02 von FK Sutjeska Nikšić zum Erstligisten US Lecce nach Italien. Nach einer Saison stieg er mit Lecce als Tabellensechzehnter in die Serie B ab und in der darauf folgenden als Tabellendritter wieder auf. In fünf Spielzeiten für Lecce erzielte er 34 Tore in 112 Spielen.

#### AS Rom
In der Saison 2006/07 wurde Vučinić an den AS Rom ausgeliehen. Zur Saison 2007/08 nahm ihn der Hauptstadtklub endgültig unter Vertrag.

#### Juventus Turin
Am 1. August 2011 wechselte Vučinić für eine Ablösesumme von 15 Millionen Euro zum italienischen Rekordmeister Juventus Turin und unterzeichnete dort einen Vierjahresvertrag.

#### al-Jazira Club
Im Juli 2014 wechselte Vučinić in die Vereinigten Arabischen Emirate zum al-Jazira Club. In seiner Debütsaison wurde er mit 25 Treffern in 23 Spielen Torschützenkönig der Liga.

### Nationalmannschaft
Am 9. Juni 2005 gab Vučinić seinen Einstand in der Serbisch-montenegrinischen A-Nationalmannschaft, die in einem Test-Länderspiel gegen Italien 1:1 spielte.
Vučinić gehörte 2006 Ilija Petkovićs Kader für die Weltmeisterschaft 2006 in Deutschland an. Da er sich aber beim Auftaktspiel der U-21-Junioren gegen die U-21-Auswahl Deutschlands (0:1) bei der U-21-Europameisterschaft 2006 in Portugal eine schwere Knieverletzung zugezogen hatte, fiel er für das Turnier in Deutschland aus.
Am 24. März 2007 stand er in der Startelf der A-Nationalmannschaft Montenegros, die im ersten Länderspiel Ungarn mit 2:1 bezwang, wobei er mit einem in der 63. Minute verwandelten Foulelfmeter zum zwischenzeitlichen Ausgleich auch sein erstes Länderspieltor erzielte.

## Erfolge

### Im Verein
- Italienischer Meister: 2011/12, 2012/13, 2013/14
- Italienischer Vizemeister: 2006/07, 2007/08
- Italienischer Pokalsieger: 2006/07, 2007/08
- Italienischer Supercupsieger: 2007, 2012, 2013

### Persönliche Auszeichnungen
- Montenegrinischer Spieler des Jahres 2006, 2007, 2008, 2010, 2011[3]
- Bester ausländischer Jungprofi der Serie A 2004/05
- "Foreign Player of the Year"-Award 2014/15[4]

## Verweise